# شهرستان لیتومیه‌رژیتسه
ناحیهٔ لیتومیریتسه (به چکی: Litoměřice District) یک ناحیه در جمهوری چک است که در منطقه اوستی ناد لابم واقع شده‌است. ناحیهٔ لیتومیریتسه ۱٬۰۳۲٫۱۶ کیلومتر مربع مساحت و ۱۲۱٬۴۲۵ نفر جمعیت دارد.